# Историко-критический метод
Историко-критический метод, часто сокращённо — Историческая критика в библеистике —  метод, который предполагает научно-критическое исследование источников книг Библии, их авторства, датировки, а также научное толкование, с целью понять «мир, скрывающийся под текстом». В настоящее время историческая критика включает в себя источниковедение, формальную критику, редакционную критику, критику традиции, критику канона.  Широко распространённый в западной библеистике историко-критический метод подвергался критике в православии в конце XIX - начале XX в., но есть и сторонники этого метода в православии.